# Еколошки устанак
Еколошки устанак (скраћено ЕУ) је политичка странка у Србији. Основана је 2021. године председник странке је Александар Јовановић Ћута.
Формирана је као политички и протестни покрет 2021. Постала је присутна током еколошких протеста 2021—2022. Ћута је изабран за посланика у Народној скупштини Србије на челу коалиције Морамо на парламентарним изборима 2022. Покрет је 11. јуна 2022. спојен у нову политичку странку под називом Заједно. У септембру 2023. Ћута је напустио Заједно због унутрашњих несугласица унутар странке.

## Резултати избора

### Парламентарни избори
| Година | Вођа                      | Гласова | % гласова | # | Број мандата | Промена мандата | Коалиција | Статус    |
| ------ | ------------------------- | ------- | --------- | - | ------------ | --------------- | --------- | --------- |
| 2022   | Александар Јовановић Ћута | 178.733 | 4,84%     | 4 | 4 / 250      | 4               | Морамо    | опозиција |
| 2023   | Александар Јовановић Ћута | 902.450 | 24,32%    | 1 | 5 / 250      | 1               | СПН       | опозиција |

### Председнички избори
| Година | Кандидат         | #  | 1. круг — гласови | %     | #                | 2. круг — гласови | %                | Резултат      | Напомене            |
| ------ | ---------------- | -- | ----------------- | ----- | ---------------- | ----------------- | ---------------- | ------------- | ------------------- |
| 2022   | Биљана Стојковић | 6. | 122.378           | 3,30% | без другог круга | без другог круга  | без другог круга | није изабрана | Подржао Стојковићку |

### Покрајински избори
| Година | Вођа                      | Гласови | % гласова | # | Број мандата | Промена мандата | Коалиција | Статус    |
| ------ | ------------------------- | ------- | --------- | - | ------------ | --------------- | --------- | --------- |
| 2023   | Александар Јовановић Ћута | 215.197 | 22,55%    | 2 | 2 / 120      | 2               | СПН       | опозиција |

### Избори за Скупштину града Београда
| Година | Вођа                      | Гласова | % гласова | # | Број мандата | Промена мандата | Коалиција | Статус          |
| ------ | ------------------------- | ------- | --------- | - | ------------ | --------------- | --------- | --------------- |
| 2022   | Александар Јовановић Ћута | 99.078  | 11,04%    | 3 | 3 / 110      | 3               | Морамо    | опозиција       |
| 2023   | Александар Јовановић Ћута | 325.429 | 35,39%    | 2 | 2 / 110      | 1               | СПН       | ванредни избори |
| 2024   | Александар Јовановић Ћута | 89.430  | 12,42%    | 3 | 1 / 110      | 1               | ББ        | опозиција       |